# Komsomolskij (rejon pawłowski)
Komsomolskij (ros. Комсомольский) – osiedle w Rosji, w Kraju Ałtajskim, w rejonie pawłowskim. W 2010 liczyło 1871 mieszkańców.